# Кельмаково
Кельма́ково (рос. Кельмаково, марій. Кельмаксола) — присілок у складі Йошкар-Олинського міського округу Марій Ел, Росія.

## Населення
Населення — 98 осіб (2010; 82 у 2002).
Національний склад (станом на 2002 рік):
- марійці — 92 %